# Клімакс (людина)
Клімакс (клімактеричний період, від грец. κλῖμαξ «сходи») — період фізіологічної перебудови організму, що характеризується поступовою інволюцією, згасанням функції статевої системи у зв'язку з віковими змінами. Спостерігається як у жінок (менопауза), так і у чоловіків (андропауза). У жінок протікає гостріше і досить швидко (протягом 3-5 років), у чоловіків — м'якше і триваліше.
У жінок згасає здатність до розмноження, припиняється менструальний цикл. В середньому настає приблизно в 50 років, але цей час може сильно варіюватися. Деякі жінки переносять менопаузу дуже важко, з порушенням кров'яного тиску, розладами систем організму. З 1950-х років стала застосовуватися замісна гормональна терапія, при якій використовують естроген окремо або разом з прогестероном.
У чоловіків в яєчках зменшується число клітин, що виробляють статеві гормони, в результаті знижується їх вміст в крові, порушується узгоджена діяльність залоз внутрішньої секреції, що призводить до розладу функцій організму. Найчастіше порушується діяльність серцево-судинної системи: можуть відзначатися болі в області серця, пульсації в голові, запаморочення, підвищення тиску. Іноді слабшає пам'ять, знижується працездатність.

## Симптоми у жінок
Клімактерій може супроводжуватися наступними симптомами:
- «припливи» (раптові почервоніння обличчя, шиї, грудей, потилиці, що супроводжуються почуттям жару і рясним виділенням поту)
- нестабільний кров'яний тиск;
- прискорене серцебиття;
- задишка і відчуття нестачі повітря;
- пітливість;
- погане самопочуття, загальна слабкість;
- мігрень;
- порушення сну;
- запаморочення;
- нудота;
- збільшення ваги;
- сухість і свербіж у вагіні;
- болі при сечовипусканні;
- порушення рівноваги при ходьбі;
- підвищена чутливість і нервова збудливість;
- зниження лібідо;
- в'янення шкіри, різка поява зморшок;
- неуважність, забудькуватість,
- часта зміна настрою.